# Savino de Bobali

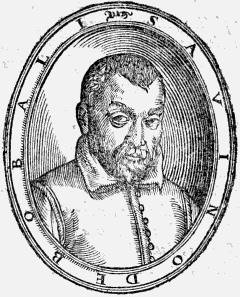
Savino de Bobali

Savino de Bobali, detto Sordo (in serbo-croato: Sabo (Sava) Bobaljević detto Mišetić o anche Glušac; Ragusa, 1530 – Stagno, 1585), è stato un poeta italiano, originario di Ragusa, capitale della Repubblica marinara dalmata.

## Biografia
Nato dalla nobile famiglia dei Bobali, fu funestato lungo tutta la sua vita da un abbassamento dell'udito, che lo colpì in giovane età come conseguenza della sifilide, e che lo portò poco alla volta alla sordità (da cui il suo soprannome).
A causa di questa menomazione decise di ritirarsi per gran parte del suo tempo nel palazzo che i Bobali avevano nella località di Stagno, a nord di Ragusa, ma la cosa non gli impedì di partecipare attivamente alla vita pubblica e politica della repubblica marinara dalmata, a partire da quando - a vent'anni - era entrato nel Maggior Consiglio.
All'attività politica, Savino de Bobali abbinò lungo tutta la sua vita l'attività letteraria: oltre che poeta e scrittore, si preoccupò anche di istituire a Ragusa quella che fu la prima accademia letteraria dell'intera Dalmazia: ad imitiazione delle esistenti accademie italiane, assieme all'amico Michele Monaldi, a Cornelio Amalteo e a Nascimbene Nascimbeni, fondò quindi all'incirca nel 1550 l'Accademia dei Concordi, che riuniva i propri membri - fra i quali Luciano Ghetaldi, Natale Tudisi, Domenico Ragnina, Niccolò Primi, Marino Darsa, Luca Sorgo, Giulia Bona e Mario (Marino) Caboga (che era pure membro dell'Accademia dei confusi di Viterbo) - all'interno del Palazzo Sponza, l'antica zecca della Repubblica divenuta in seguito sede della dogana.
La sordità gli impedì di dare libero sfogo alla propria natura inquieta ed impetuosa, non permettendogli nemmeno di visitare l'Italia: un viaggio che avrebbe molto desiderato compiere, visto il suo esplicito apprezzamento della storia, delle arti e dei costumi della penisola.
Alla ricerca di una cura, si prestò ad essere visitato da alcuni dei più famosi medici dell'epoca, fra i quali il celebre ebreo portoghese Amato Lusitano, che descrisse la sordità di Savino de Bobali all'interno del suo Curationum medicinalium (Lione, 1560), come effetto secondario della sifilide, assieme alle continue vertigini.
Savino de Bobali morì a Stagno nel 1585.

## Opere
Non conformista e ribelle, quando a causa della sordità decise di muoversi da Ragusa, de Bobali iniziò ad esplorare sé stesso nell'intimità, percorrendo un percorso che lo porterà a divenire un petrarchista sui generis: poeta della pena, del contrasto, delle emozioni intense, che analizza approfonditamente gli opposti. Savino de Bobali può in definitiva essere considerato il primo manierista della poetica ragusea.
Lungo tutta la sua vita, fu in corrispondenza con alcuni poeti italiani dell'epoca, quali Annibal Caro e Benedetto Varchi. Scrisse quasi esclusivamente in lingua italiana, ma solo dopo la morte i suoi fratelli Sigismondo e Marino mandarono alle stampe un volume che comprendeva 254 sue composizioni nonché sei sonetti scritti al poeta dal Varchi, da Michele Monaldi e da Laura Battiferri, dal titolo Rime amorose, pastorali, et satire del magnifico Savino de Bobali Sordo Gentil'huomo Raguseo (Venezia, presso Aldo Manuzio, 1589). L'opera verrà ristampata a Ragusa, presso Carlo Occhi, nel 1783, col titolo Rime del nobil uomo s. Savino de Bobali Sordo e del signore Michele Monaldi dedicate all'Eccelso Senato della Repubblica di Ragusa.
In lingua illirica Savino de Bobali ha invece lasciato il poema Jegjupka (Zingara), alcune canzoni e due lettere: queste opere erano cadute rapidamente nel dimenticatoio, tanto che nelle Notizie storiche della vita e scritti del Nobil Uomo S. Savino de Bobali Sordo (...), premesse all'edizione ragusea delle Rime, si afferma che "Si ha da Mauro Orbino, ch'egli scrisse ancora in versi illirici: ma non resta alcuna produzione dell'ingegno di lui in quel linguaggio". A strappare dall'oblio la produzione in lingua serbo-croata del Bobali pensarono verso la metà del XIX secolo gli studiosi croati Franjo Rački e Ivan Kukuljević Sakcinski.

## Identificazione nazionale
La moderna Croazia rivendica in esclusiva la Dalmazia e la sua cultura come parte integrante della propria nazione. Questo punto di vista, che nega la multiculturalità di queste terre, si è in realtà sviluppato solo nel XIX secolo, al tempo del risorgimento croato.
L'inserimento di Savino de Bobali nell'ambito della storia della letteratura croata è pertanto relativamente recente: nel 1858 il già citato Sakcinski lo inserì all'interno della sua opera dedicata ai Pjesnici hrvatski XVI vieka (Poeti croati del XVI secolo), e nel 1876 fra gli Stari pisci hrvatski (Antichi scrittori croati), all'interno dell'omonima monumentale opera in più volumi, stampata a Zagabria a partire dal 1869. La quantità e la qualità delle sue opere in lingua illirica sono talmente modeste che perfino uno dei fondatori della moderna filologia croata - Đuro Körbler - ne dovette ammettere lo scarso valore. Purtuttavia, oggi Savino de Bobali in Croazia è considerato uno "scrittore croato di lingua italiana", e tale definizione ha fatto breccia nel mondo della cultura anche al di fuori dei confini della Croazia. Il massimo studioso italiano di letteratura serbo-croata - lo zaratino Arturo Cronia - afferma però che Bobali per la sua produzione quasi esclusivamente in lingua italiana "interessa più la letteratura italiana di Dalmazia".